# Франсуа Бейль
Франсуа Бейль (фр. François Bayle; 27 квітня 1932, Туамасіна, Мадагаскар) — французький композитор, один з основоположників у сфері конкретної та акусамтичної музики.

## Біографія
Народився 27 квітня 1932 року в Туамасіна, Мадагаскар. Тут він прожив 14 років, після чого разом з сім'єю переїхав до Франції. З 1946 по 1954 рік займався музичними дослідженнями в Бордо і почав наукові та літературні курси.
В 1954 році Бейль переїхав в Париж і почав працювати викладачем. З 1955 по 1959 рік навчався в Паризькій консерваторії по класу композиції у Олів'є Мессіана. В період 1960—1962 роки проходив літні курси в Карлхайнца Штокхаузена у Дармштадті.
В 1960 році Франсуа Бейль приєднався до групи музичних дослідників (GRM), яку очолював П'єр Шеффер. Навчався тут протягом більше двох років і продовжує працювати в даній організації до 1966 року. За рекомендацією Шеффера був керівником цієї групи в 1966-68 роках, об'єднавши її діяльність з діяльністю Французького «Institut National De l'Audiovisuel» (INA). На посаді керівника INA організовував семінари, симпозіуми, концерти, радіо передачі і ніші заходи, які були присвячені проблемам розвитку електронної, конкретної і акусматичної музики. У 1997 році Франсуа Бейль залишив GRM і заснував свою власну студію: лейбл Magison, в якому публікує переважно свої твори. Також він очолював комісію Симфонічне суспільство авторів, композиторів і музичних видавців (SACEM) з 2001 по 2007 рік.

## Acousmonium
Головним технічним внеском Франсуа Бейля, безсумнівно, є створення «нової концепції оркестровки і просторової організації електронних звуків», яка отримала назву — Acousmonium. Цей пристрій забезпечує більшу свободу самовираження і реалізації композиторів художників акусматичної музики. Вона є джерелом багатьох робіт опублікованих в Ina-GRM Collection.

## Творчі погляди
У світі електронного музичного мистецтва, Бейль вважається одним з найвидатніших композиторів; його вплив широко поширене (особливо у Франції, Європі та франкомовної Канаді) і його музика завоювала деякі з найпрестижніших музичних премій.
|  | Конкретна музика зовсім не була музикою шумів. Все було в точності навпаки. У цій музиці використовувалися всі доступні нам ресурси, музика в якій використовувалися всі звуки нашого життя. Звуки конкретної музики подібно до фотографій і фільмів несуть в собі сенс і значення. Вони показують життя відповідно з нашим досвідом проживання в повсякденному світі |

 — Франсуа Бейль
|  | У цьому суть нового простору, нового плацдарму для музики: потрібно працювати безпосередньо зі звуком, адже його можна зберігати як мультимедійний об'єкт, а отже, можна працювати з ним, як художник з полотном. Ми працюємо з відрізком часу, який став простором, - адже час, перетворений в матерію, стає простором, але все ж залишається часом. Час - найдорожча річ, адже це час нашого життя, час нашої уваги, час струму крові по венах, це найдорожча річ на світі! |

 Франсуа Бейль.

## Нагороди і призи
- Grand Prix des Compositeurs SACEM 1978
- Grand Prix National du Disque 1981
- Commandeur des Arts et Lettres 1986
- Prix Ars Electronica Linz 1989
- Grand Prix de la Musique de la Ville de Paris 1996
- Grand Prix Charles Cros 1999 (pour l'ensemble du Catalogue CD Magison)
- Chevalier de la Légion d'Honneur 1991
- Officier dans l'Ordre National du Mérite 1997

## Основні твори
- 1960 Points critiques (instrumental)
- 1962 Trois portraits d'un Oiseau-Qui-N'existe-Pas
- 1962 L'objet captif (instrumental)
- 1963 L'Archipel (quatuor à cordes)
- 1963 Pluriel, pour 19 instruments et haut-parleurs (in Concert Collectif du Grm)
- 1966 Lignes et points
- 1967 Espaces inhabitables
- 1969 Jeïta ou Murmure des eaux
- 1971 Trois Rêves d'oiseau
- 1969—1972 L'Expérience Acoustique [suite comprenant: 1-L"Aventure du Cri/2-le langage des fleurs/3-La preuve par le sens/4-L'épreuve par

le son/5-La philosophie du non]
- 1972 Purgatoire, d'après La Divine Comédie, de Dante
- 1973 Vibrations composées
- 1974 Grande polyphonie
- 1976 Camera oscura
- 1978 Tremblement de terre très doux
- 1979—1980 Erosphère [suite comprenant: 1-La fin du bruit/2-Tremblement de terre très doux/3-Toupie dans le ciel]
- 1982 Les Couleurs de la nuit
- 1980—1983 Son Vitesse-Lumière (suite comprenant: 1-Grandeur nature/2-Paysage, personnage, nuage/3-Voyage au centre de la tête/4-Le sommeil d'Euclide/5-Lumière ralentie)
- 1984 Aéroformes
- 1985 Motion-Emotion
- 1987—1988 Théâtre d'Ombres
- 1989 Mimaméta
- 1991 Fabulae [suite comprenant: 1-Fabula/2-Onoma/3-Nota/4-Sonora]
- 1994—1995 La main vide [suite comprenant: 1-Bâton de pluie/2-La fleur future/3-Inventions]
- 1996 Morceaux de ciels
- 1999 Jeîta-retour
- 1999 Arc (pour Gérard Grisey)
- 2000—2001 La forme du temps est un cercle [suite comprenant: 1-Concrescence/2-Si loin, si proche/3-Tempi/4-Allures/5-Cercles]
- 2002—2004 La forme de l'esprit est un papillon [suite comprenant: 1-Ombrages et trouées/2-Couleurs inventées]
- 2005 Univers nerveux
- 2008—2009 L'Oreille étonnée
- 2010 Rien n'est réel (suite comprenant: 1-Sensations/2-Perceptions)
- 2011 Deviner-devenir